# Cyclo-oxygenase

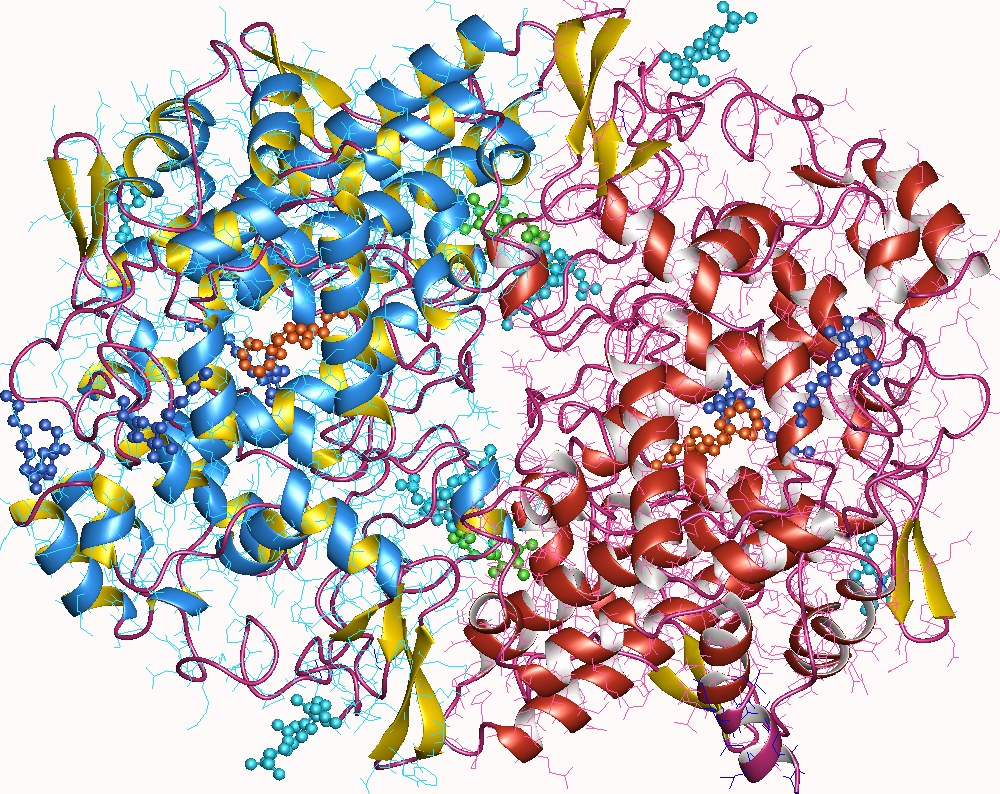
COX 2, dimer, Mouse.

Cyclo-oxygenase, ook wel afgekort tot COX, is een enzym dat de cyclo-oxygenasecascade in gang zet. In de cyclo-oxygenasecascade worden prostaglandinen gemaakt die zorgen voor vaatverwijding (vasodilatatie), koorts en pijn. Cyclo-oxygenase speelt daarom een grote rol in het proces van ontsteking.
Er worden twee cyclo-oxygenasen onderscheiden:
- cyclo-oxygenase 1 (COX-1): zorgt voor de productie van prostaglandinen die een rol hebben in ontsteking maar zorgt ook voor homeostase in normaal weefsel;
- cyclo-oxygenase 2 (COX-2): zorgt voor de productie van prostaglandinen die een rol hebben in ontsteking.

Veel gebruikte cyclo-oxygenaseremmers zijn (onder andere) NSAID's als naproxen, ibuprofen en diclofenac. Deze ontstekingsremmende pijnstillers remmen zowel COX-2 en dus de ontsteking, als COX-1 waardoor bijwerkingen kunnen ontstaan. De meest voorkomende bijwerking bij deze niet-selectieve COX-remmers is maagpijn. Deze pijn wordt niet veroorzaakt doordat het medicijn de maag van binnenuit irriteert, maar doordat COX-1 een rol speelt in het normaal functioneren van de maag. COX produceert onder andere prostaglandine E2 welke aangrijpt op de EP3-receptor op pariëtale cel in de maagwand. Activatie van de EP3-receptor leidt tot inhibitie van de zuursecretie in de maag. Door het gebruik van COX-remmers wordt de prostaglandine synthese geremd, waardoor de zuursecretie niet meer geïnhibeerd wordt. Dit leidt tot een overmatige zuursecretie in de maag, wat kan leiden tot maagzweren.
Sinds jaren probeert men daarom selectieve NSAID's te maken, die minder maagpijn zouden veroorzaken. Een berucht voorbeeld is rofecoxib (Vioxx), dat inderdaad minder maagklachten gaf, maar risico's op cardiovasculair gebied met zich meebracht. Andere selectieve COX-2-remmers zijn onder meer: celecoxib, etoricoxib, firocoxib en parecoxib.
Een bijzonder onderzoek is in dit kader gedaan naar de maagbroeders, een uitgestorven kikker uit de bedreigde familie Rheobactrachus, waarvan de eitjes en de larven experts genoemd kunnen worden in het gebruik van de twee soorten prostaglandinen, aangezien zij deze stoffen uitscheidden om niet verteerd te worden in de moedermaag waar zij, ingeslikt, uitgebroed werden, in plaats van in het water. Dit was nodig ondanks het feit dat moeder tijdens de broed niet at.
Beide typen prostaglandinen zijn volgens deze gegevens bij de kikkerlarven toen succesvol tegen het maagzuur gebleken, COX-1, die tevens het maagslijmvlies van de moeder beschermde en COX-2, die dat nog niet deed of niet meer.
Dit alles verklaart echter alleen het verschil in de bijwerkingen tussen niet-selectieve en selectieve COX-remmers zoals die van Vioxx want, al blijft de maagwand beschermd, de fysieke stressklachten als gevolg van de prostaglandine uit COX-1 verplaatsen zich naar de bloedsomloop en de ademhaling, waar prostaglandine E1 de samentrekking en verwijding van de spierwanden van belangrijke bloedaders bevordert zoals de ductus Botalli, die bij de geboorte gesloten moet worden voor het openen van de longslagader.
Ook op de nierbloedvaten kan het remmen van prostaglandine effect hebben want, als die hierdoor vernauwen wordt het bloedvolume te laag ingeschat en wordt zout en water vastgehouden met als gevolg een hoge bloeddruk.